# Унгарски природонаучен музей
Унгарският природонаучен музей (на унгарски: Magyar Természettudományi Múzeum) е музей в Будапеща, датиращ от 1802 г., който съхранява най-големите природонаучни колекции в Унгария и региона.

## История на музея

### Основаване
През 1802 г. граф Ференц Сечени предлага библиотеката и нумизматичната си колекция в полза на унгарската нация, за да бъде създадена основа за бъдеща национална библиотека и научен и образователен център. Това дава началото на Унгарския национален музей (и библиотеката „Сечени“). В рамките на музея, колекцията от минерали на Юлиана Фестетич, съпругата на графа, служи за начало на бъдещите природонаучни колекции.
Първата палеонтологична колекция е подарък от ерцхерцог Райнер през 1811 г., а първата зоологическа колекция е закупена през същата година. През 1818 г. на музея е предложен хербарият на Паул Китайбел, което дава началото на новия Ботанически отдел.
По време на унгарската революция срещу Австрийската империя през 1848 г., сбирката от минерали съдържа около 13 000 екземпляра, а зоологическата – около 35 000 екземпляра. В периода след края на революцията обаче, единствената голяма промяна е придобиването на колекциите на Кралското унгарско природонаучно дружество през 1856 година.
От 1870 г. Унгарският национален музей има отделни отдели по зоология, ботаника и минералогия. Размерът на колекциите им надхвърля 1 милион екземпляра в края на деветнадесети век.

### Между световните войни
През 1927 г., когато Будапеща е домакин на десетия Световен конгрес по зоология, сбирката от насекоми съдържа около 3 милиона екземпляра, поради което се налага да бъде преместена в сграда на улица Барош. Все по-големите колекции са твърде трудни за поддържане в рамките на Националния музей, така че през 1933 г. е създаден частично отделеният Природонаучен музей.
Повечето от ботаническите колекции са унищожени по време на Втората световна война.

### След Втората световна война
Скоро след войната музеят открива своя отдел по антропология, който понастоящем има една от десетте най-големи сбирки в Европа.
Възобновяването на изследванията през този период е насочено предимно към унгарската флора и фауна.
По време на революцията срещу съветската окупация през 1956 г. артилерийски изстрели засягат главната сграда на Националния музей. Унищожени са африканската колекция и по-голямата част от минералогичната и палеонтологичната колекции. Сградата на улица Барош също е засегната няколко дни по-късно. Изгарят 36 000 препарирани птици, 22 000 птичи яйца, 13 000 риби, 40 000 земноводни и влечуги, 500 000 мекотели, 60 000 водни кончета и 200 000 двукрили, заедно със 100 000 тома научни книги и препечатки (много от животинските екземпляри са били държани в спирт).
Няколко години след края на революцията, Зигмунд Сечени извършва експедиции в Африка, за да замени поне частично загубите на африканската колекция. През 60-те и 70-те години на 20 век изследователи от музея често пътуват до съюзници на СССР от Третия свят, като Северна Корея, Виетнам, Куба и Монголия, и понастоящем музеят притежава големи колекции, отнасящи се до флората и фауната на тези страни.
През 1979 г. Ботаническият отдел се премества в сграда, проектирана от Едьон Лехнер, един от най-известните архитекти на страната.

## Съвременна история
Природонаучният музей, вече отделен от Националния музей, няма собствено изложбено пространство до началото на 90-те години, а колекциите му непрекъснато нарастват. Унгарското правителство решава да премести музея в сградата на Академия „Людовика“ – историческо място, първоначално изградено като Военна академия на Унгария.
Отделите по антропология, минералогия и петрология, геология и палеонтология и библиотеката се намират в „Людовика“. Освен тях, тук се намират колекциите от птици и бозайници на отдела по зоология, лабораторията по молекулярна генетика и др.
Изложенията са открити в сградите „Людовика“ (Будапеща, площад „Людовика“ 2 – 6) през 1996 г. Музеят е отворен от 10:00 до 18:00 ч. всеки ден, с изключение на вторник.
През 2015 г. музеят получава мумия, идентифицирана като будисткия монах Люкиан, която идва от музея Дрентс в Амерсфорт. Мумията се е намирала в статуя на Буда, за която се смята, че датира от единадесети или дванадесети век.

## Структура
Основните отдели са:
- Отдел по антропология
- Отдел по зоология
- Отдел по ботаника
- Отдел по минералогия и петрология
- Отдел по геология и палеонтология
- Библиотека

Освен това Министерството на образованието отговаря за планирането и изграждането на изложенията; за организирането на интерактивни програми, удобни за посетителите; както и за развитието на образователни дейности на музея.

## Публикации
Музеят публикува няколко книги и четири периодични издания, включително Acta Zoologica Academiae Scientiarum Hungaricae.